# Барокомора у лечењу неплодности
Барокомора у лечењу неплодности је на принципима хипербаричне медицине заснована примена хипербаричне оксигенотерапије (ХБОТ) у лечењу поремећаја плодности. У барокомори, у атмосфери 100% медицинског кисеоника под повишеним притиском, могу се отклонити поремећаји плодности или затрудњавања, изазвани хипоксијом у ткивима и ћелијама репродуктивног система, због нарушене микроциркулације и смањене концентрације кисеоника у њима.
Од зачећа, па све до смрти, људски живот је судбински везан за кисеоник. Отуда проистиче и његов значај у процесу стварања оплодних ћелија (мушких и женских) и одржавању њихове виталности од оплодње, све до прихватања и даљег развоја заметка у материци. Процес лечења неплодности, хипербаричном оксигенацијом у барокоморама примењује се подједнако и код мушкараца и код жена. Код мушкараца углавном да се повећа број живих сперматозоида, њихова виталност и покретљивост, а код жена да се у периоду овулације повећа број живих и квалитетних јајних ћелија и пре и након оплодње јајне ћелије ојача виталност унутрашњег слоја материце (ендометријума), како би он имао што већу способност да прихвати и у себе „усади“ оплођену јајну ћелију.
Након што се претходно код гинеколога за жене и уролога за мушкарце спроведу све претраге и спроведу све терапијске процедуре, може се приступити хипербаричној оксигенотерапији у барокомори, која пружа могућност и даје наду неплодним особама да реше, за њих и њихову брачну заједницу, велики проблем порода, а друштву у целини још један од бројних проблема пада наталитета, и великих материјалних трошкова узрокованих лечењем.
И поред наведеног у јавности, чак и у једном делу медицинске, недовољно се зна да лечење у барокомори, у склопу комплексног третмана, помаже у лечењу мушке и женске неплодности.

## Историја
Да би се побољшали сви фактори који би доприносе регулацији различитих индивидуалних узрока неплодности код жена и мушкараца, хипербарична оксигенаотерапија са различитим режимима и протоколима у свету се користи више од две деценије. Пацијенти су третирани у једномесним и вишемесним коморама под притиском од 2,1 АТА до 2,3 АТА током 70 минута, 7-10 дана узастопно почевши од 2. до 5. дана менструалног циклуса.
Проведеном евалуацијом ефеката хипербаричне терапије кисеоником бројни аутори уочили су побољшање оксигенације ендометрија и васкуларизацију материце, са бољим квалитетом јајних ћелија, боље реаговање на стимулацију јајника, бољи квалитет ембриона и већу учесталост трудноћа.

## Предуслови за лечење неплодности
Имајући у виду чињеницу да у развијеним земљама Света постоји тренд одлагања рађања првог детета, већина парова постане фрустрирана уколико им се трудноћа не деси одмах (у првом или у неколико првих покушаја). Такође, велику фрустрацију код будућих родитеља изазивају биохемијске трудноће, за које се пре увођења врло осетљивих тестова на трудноћу, није знало, него се сматрало да је менструација закаснила.
У најнормалнијим, природним условима, плодност жене је ниска. Вероватноћа појаве трудноће, у једном менструалном циклусу, код нормалних парова износи око 25%. Код старијих жена (>40 година старости), вероватноћа појаве трудноће је још нижа и износи свега 4-5%. Могући утицај старости супруге на примарну неплодност најбоље илуструју подаци из две велике студије спроведене у Канади и Великој Британији, приказане на овој табели: 
| Године старости | Студија спроведена у Квебеку (Канада) | Студија спроведена у Велсу и Енглеској |
| 15-19           | 4.5                                   | 3.5                                    |
| 20-24           | 6.3                                   | 5.8                                    |
| 25-29           | 10.2                                  | 9.8                                    |
| 30-34           | 16.2                                  | 15.8                                   |
| 35-39           | 31.3                                  | —                                      |
| 40-45           | 68.9                                  | —                                      |

Утицај старења на плодност мушкараца је недовољно разјашњена. Колико је познато за сада не постоје сличне студије о неплодности мушкараца, како би били сигурни о могућем утицај старости мушкараца на примарну неплодност жена, која може бити делимично узрокован и старењам мушкараца ...јер је старост брачних партнера обично уско повезана.
Такође, истраживања су показала да са старењем ниво тестостерона код мушкараца, опада, док ниво естрадиола и естрогена расте, уз истовремено смањење густина и количине сперме и број сперматозоида у њој. Међутим упркос променама изазваних старењем, мушкарци могу остварити стопу фертилитета сличну оној код млађих мушкараца, али са концепцијом која најчешће траје знатно дуже.
И кад жена затрудни, 50-60% трудноћа завршиће ће се врло рано, такозваном биохемијском трудноћом,, која ће одмах престати са даљим развојем и завршити падом нива хормона. 
Данас се поуздано зна да велики проценат раних трудноћа завршава неуспехом. Зато у пракси треба разликовати успешну од неуспешне концепције (затрудњивања), јер вероватноћа рађања живорођеног детета по једном менструалном циклусу, износи само око 10%. Због ових карактеристика концепције људска врста има најслабију способност прокреације у природи. Уколико се трудноћа настави даљим развојем плода, шанса за рани спонтани побачај (пре дванаесте недеље трудноће) је 10-15%. Након тог периода трудноће побачаји су ретки, и трудноћа обично завршава успешним рађањем детета у физиолошком термину.
Искуство је показало да у свега 25% фертилних (плодних) бракова затрудњивање успева у првом месецу брака, у току прве године, у око 90%, док око 10% жена затрудни у другој години брака без икаквог лечења.
Неплодност се, према томе да ли је жена остајала трудна или није, дели на примарну и секундарну;
- примарна неплодност је облик неплодности присутна код жена које никад нису биле трудне,
- секундарна неплодност је облик неплодности код жена које су биле трудне, побацивале, рађале, али после ових стања не остају трудне.

Прогноза у погледу успеха лечења неплодности је неповољнија код примарне а значајно успешнија код секундарне неплодности.
На основу напред изнетих чињеница, родитељи би требало да имају мало стрпљења и мало дуже покушавају физиолошку концепцију, а не одмах почињати са лечењем, јер се неплодност дефинише ...као немогућност зачећа након једне године незаштићених полних односа.
Изузетак од овог правила су парови код којих је жена прешла 35 година живота. Такви парови треба да реагују и јаве се лекару већ након 6 месеци, као и парови који због неког реалног разлога сумњају да ће до трудноће доћи теже.

## Када почети са лечењем неплодности?
Са интензивном терапијом неплодности, укључујући ту и лечење у барокомори, треба започети код парова;
- за које се сумња да ће због неког медицинског разлога до трудноће теже доћи,
- код којих је жена прешла 35 година живота, а до трудноће није долазило или се трудноћа неуспешно завршавала,
- након прележане акутне или хроничне болести једног од супружника, за коју се поуздано зна да потенцијално може довести до неплодности,
- након претходно комплетно спроведених претрага и терапијских процедура неплодности од стране гинеколога и уролога, након којих су поуздано утврђене потешкоће у затрудњавању.

## Етиологија
Неплодност погађа 10-15 одсто репродуктивно способних парова. Њена укупна преваленца је стабилна током протеклих 50 година. Међутим, у задњим деценијама дошло је до промене у етиологији неплодности код старијих пацијента. Како старосна доб жена и мушкараца расте, тако се и учесталост неплодности повећава.
Узроци неплодности могу бити:
- примарни, када до затрудњивања (концепције) не долази у нормалном полном животу брачног пара током 12 месеци а претходно није регистрована трудноћа,

- секундарни  када изостане затрудњивања (концепција) током истог периода након раније трудноће, без обзира на то да ли се она завршила успешно или не.

Истраживања су показала да се код све више парова који имају проблеме било због примарног или секундарне неплодности у основи ради о јединственом соматско-патолошком проблему. Проблему који се након одређених терапијских процедура или постепено може отклонити (у око 50% случајева), развојем трудноће трудноће, или се жеља за дететом појединим паровима не испуњава ни након терапије (такође у око 50% случајева). То родитељи и терапут могу сазнати тек након покушаја лечења.
Неплодност обично прати мноштво како физичких тако и емоционалних поремећаја. Патогенеза поремећаја физиолошких функција репродуктивних система је у директној корелацији са полном дисфункцијом. Највећи број ових поремећаја не ремети свакодневни квалитет живота супружника, па се зато углавном и откривају тек када пар прође кроз неколико неуспешних покушаја вантелесног оплођења или након неуспешно завршених трудноћа.
Хипоксија ткива у репродуктивним органима је чест клинички налаз код неплодних особа настао као последица бројним болестима изазване дисфункције микроциркулације и смањеног прилива кисеоником обогаћене крви у њима.
Код многих жена, које су током живота боловале од запаљењских процесе у карлици или сродних запаљењских стања у организму, настају значајне ожиљне промене у карлици и генитоуринарним органима у виду прираслица које стварају значајну баријеру за нормални проток крви у ткивним капиларнима. Развој хроничних запаљењских обољења унутрашњих полних органа код жена најчешће је повезана са интраутериним третманима или дијагностичким процедурама, абортусом, порођајем који је праћен хируршком интервенцијом, као и интраутерином контрацепцијом Ови процеси често резултују ниском и неадекватном оксигенацијом ткива (хипоксијом). Тако је неплодност, у израженијим облицима запаљењских процеса, често и директна последица исхемијом изазване хипоксије.
Неплодност код мушкарца јавља се често код субклиничких облика дисфункција простате или тестиса (нпр. торзије или увртања тестиса), опет као последица нарушене микроциркулације, тј хипоксијом изазване дисфункције сперматогенезе са последично ниским вредностима (малим бројем) сперматозоида.
Гледано из угла епидемиолошких студија, није изненађујуће што стално расте потреба за здравственим услугама које могу помоћи неплодним паровима да зачну. У пракси она се зансивају на примени артефицијалних репродуктивних технологија (енгл. Artificial Reproductive Technology): 
- инсеменација,
- ин витро фертилизација (IVF) односно вантелесна оплодња,
- трансфер гамета или зигота у јајовод,
- интрацитоплазматична спермоинјекција (ICS) или метода оплодње јајне ћелије убризгавањем једног сперматозоида,
- замрзавање ембриона,
- сурогат материнство.

## Физиолошке основе применеХБОТ
Кључна улога у механизму деловања хипербаричне оксигенације у организму (на којој се заснива лечење хипоксијом изазване неплодности), припада повишеном притиску кисеоника који представља главни ефективни принцип и модулатор у том процесу. Вредност притиска предодређује степен растворљивости гасова у крвној плазми, и заједно са другим факторима (температура, степен растворљивости, заступљеност неког гаса у гасној смеши итд), условљава параметре спољашње средине, а према томе и промене у ткивима репродуктивног система организма, које представљају „стартни“ моменат за развој наредних догађаја.
Излажући се деловању хипербаричног кисеоника, репродуктивни органи и организам у целини реагују стварањем одређених адаптибилних реакција, које се манифестују; променама у њиховим метаболичким процесима. Ангиогенезу, антизапаљењски и антиедематозни учинак, јачање имунитета, психорелаксацију и труге реакције које настају у току ХБО треба сматрати као инструмент помоћу којег се реализују бројни позитивни учинци кисеоника усмерени на стабилизацију хомеостазе у репродуктивном систему и организму у целини. При томе се, под утицајем повишеног притиска, не мењају хемијске и биолошке особине кисеоника, већ се само мења карактер и интензитет биохемијских реакција унутар организма.
Барокомора своје основне принципе рада заснива пре свега на основним гасним законима физике као што су Шарлов, Бојлов и Хенријев закон. Ови закони су у физици познат као „идеални гасни закони“.
Анализирајући повезаност између гасова, течности, температуре и притиска, Хенри у свом закону даје физичке претпоставке хипербаричне оксигенације:
Количина било ког гаса, који ће се растворити у течности на датој температури, је директно пропорционална парцијалном притиску тог гаса.
На основу ове претпоставке ако је атмосферски притисак повећан, више кисеоника ће се растворити у телесним течностима и у већој количини доспети до репродуктивних органа него што се то догађа на нормалном (нормобаричном) притиску.
Удисањем ваздуха, на нормалном притиску, засићеност хемоглобина кисеоником износи 97%. У 100 ml крви има 19,5% вол/% кисеоника хемијски везаног и 0,32% вол/% раствореног у плазми. Уколико се удише 100% кисеоник на нормалном притиску у плазми се раствара 2,09 (вол%). Са повећањем атмосферског притиска, поред нормалног засићења хемоглобина, повећава се и концентрација кисеоника у плазми, лимфним и цереброспиналним течностима која достиже (на притиску од 2,5 бара који се најчешће примењује у лечењу), ниво до 5,62 вол% у 1 децилитру крвне плазме. Оовај процес који је приказан на доњој табели управо се заснива на основним законима о растварању гасаова у течности.
| Притисак (бар) | 21%кисеоник (вол%) | 100%кисеоник (вол%) |
| 1              | 0,32               | 2,09                |
| 1,5            | 0,61               | 3,26                |
| 2              | 0,81               | 4,44                |
| 2,5            | 1,06               | 5,62                |
| 3              | 1,31               | 6,80                |

Описана промене у концентарцији кисеоника, повећавају способност организма да савлада основне хроничне и опортунистичке инфекције, укључујући и бактеријске и вирусне инфекције (нпр хламидијама, микоплазмом, херпесом. ешерихијом итд) што промовише оздрављење. ХБОТ такође може да ојача специфичне имунске и друге стимулативне процесе, и обезбеди бољу исхрану репродуктивних органа стварањем младих (васкулогенеза) и обнављањем оштећених (ангиогенеза) крвних судова.
Под утицајем хипербаричног кисеоника, поправља се и опште психичко стање (психорелаксација) и коригују стресом нарушене сексуалне функције, поправља продукција и функција (покретљивост и виталност) постојећих сперматозоида, поправља овулација (увећањем Графових фоликула), нормализује апетит и исправља неадекватан унос хране, поправља квалитет сна и одмора, уклања замор а репродуктивне ћелије и цео систем репродуктивних органа уклањањем хипоксије је боље припремљен за оплодњу и даљи развој ембриона.

## Принципи лечења
Савремени концепт лечења неплодности заснива се на: 
- истовременом и свеобухватном лечењу оба супружника,
- мултидисциплинарном приступу и доброј међусобној сарадњи свих дисциплина укључених у процес лечења,
- свеобухватности поступака и метода лечења у оквиру једне дисциплине (специјалности),
- доброј сарадњи оба партнераа са терапеутима укљученим у процес лечења.

Само овакав приступ лечењу неплодности резултује успехом (затрудњивањем или концепцијом) што најбоље илуструје доња шема из које се види свеобухватност и јединство мултидисциплинарног приступа терапији;
Било да трудноћа настаје спонтано или вантелесном оплодњом примарну улогу у лечењу неплодности има истовремени третман оба партнера од стране гинеколога и уролога (који међусобно морају имати добру сарадњу). Терапија се одређује у зависности од тога који је проблем потребно решити.
Ако је гинеколог утврдио да је узрок неплодности супруге због нефункционалних јајних ћелија, већ постојећа терапија, допуњује се применом кисоника у барокомори (ХБОТ), на почетку менструалног циклуса, у циљу повећања Графових фоликула из којих настају јајне ћелије.
Правовременом проценом лекар може одредити период почетка ХБОТ, како би се створио не само један већ већи број јајних ћелија које су спремне за спонтану или асистирану оплодњу, што увећава шансе за концепцију.
Умањена способност прихватања оплођене јајне ћелије је такође један од разлога лечења наплодности жена у барокомори. Проблем смањења „везивности“ условљен је у највећој мери недовољном дебљином зида материце и сниженом концентрацијом кисеоника у њеном ткиву. Применом кисеоника побољшава се васкуларизација-прокрвљеност и оксигенација ткива материце што увећава рецептивност.
Ако је неплодност изазвана слабијим квалитетом сперме и сперматозоида, лечење мушкараца у барокомори може поправити то стање.

## Индикације
| Болест-стање         | Патофизиолошки механизми | Механизми деловања ХБО |
| -------------------- | --- | --- |
| Хронични простатитис | Хронични простатитис је један од могућих узрока мушке неплодности. Применом хипербаричне оксигенације утиче се на побољшање микроциркулације у мушким гениталијама, чиме се побољшавају морфолошке и функционалне карактеристике сперматозоида.                                                      | Позитивни ефекти ХБОТ у хроничном простатитису приписују се не само бољој микроциркулацији, већ и антиедематозном и антимикробном дејству кисеоника и побољшњу оксидо-редукционих процеса у сперматогенези. |
| Торзија семене врпце | Торзија семене врпце може да доведе до атрофије тестиса, услед нарушене циркулације крви и повећане продукције антитела. | |
| Повреде тестиса      | Повреде скротума и тестиса, као и торзија тестиса може да доведе до атрофије тестиса (због нарушене циркулације, често праћене отоком, хематомом, изливом течности, запаљењем-апсцесом у скроталној кеси) и повећаном продукцији антитела.                                                           | ХБОТ након повреде тестиса и скротума промовише раст микроциркулације повећава имунски одговор, и омогућавајућава санацију повреде, зарастање рана, контролу инфекције и ублажава ткивну исхемију. |
| Болести зависности   | Злоупотреба цигарета и пушење марихуане доводи до смањења густине сперме и мотилитета и морфологије сперматозоида. Алкохол производи и акутни и хронични пад секреције тестостерона. Злоупотреба лекова утиче на хормонални дисбаланс и смањења густине и количине сперме и мотилитет сперматозоида. | Хипербарични кисеоник, у болестима зависности поправља опште психичко стање (психорелаксација) и коригују стресом и токсинима нарушене сексуалне функције и друге физиолошке процесе, поправља продукцију и функцију (покретљивост и виталност) постојећих сперматозоида, нормализује апетит и исправља неадекватан унос хране, поправља квалитет сна и одмора, уклања замор, а репродуктивне ћелије и цео систем репродуктивних органа уклањањем хипоксије боље функционише. |
| Еколошки фактори     | Хронично излагање пестицидима, угљен-моноксиду, индустријским отровима, високој температури (нпр у челичанам, пекарама, цигланама...) | ХБОТ олакшава елиминацију токсина и продуката метаболизма из тела особа изложених негаивним еколошким условима који су у великој мери код пацијената узрок исхемије и последичне неплодности. |
| Хроничне болести     | Хронична болести могу директно да утичу на смањену производњу хормона и продукцију сперме, што у крајњем исходу доводи до коначног неуспеха полних органа. | Под утицајем хипербаричног кисеоника, поправља се хроничном болешћу нарушено опште физичко стање, нормализују нарушене физиолошке, а пре свега сексуалне функције, поправља продукција и функција (покретљивост и виталност) постојећих сперматозоида, а цео систем репродуктивних органа уклањањем хипоксије боље функционише. |

| Болест-стање           | Патофизиолошки механизми | Механизми деловања ХБО |
| ---------------------- | --- | --- |
| Хроничне упале аднекса | Хроничне упале јајника су један од могућих, и веома честих, узрока женске неплодности. Применом хипербаричне оксигенације утиче се на побољшање микроциркулације у женским гениталијама, чиме се побољшавају морфолошке и функционалне карактеристике јајника.                            | Позитивни ефекти ХБОТ у хроничној упали аднекса приписују се не само бољој микроциркулацији, већ и антимикробном дејству кисеоника и побољшњу оксидо-редукционих процеса у овулацији. |
| Неразвијеност материце | Неразвијеност материце најћешће је праћена атрофичним променама и недовољно развијеним циркулацијом крви, што има за последицу одсуство цикличних (менструалних) промена у њеној слузокожи.                                                                                               | ХБОТ може да ојача специфичне имунске и друге стимулативне процесе, и обезбеди бољу исхрану материце стварањем младих (васкулогенеза) и обнављањем оштећених (ангиогенеза) крвних судова, што може позитивно утицати на успостављање нарушених цикличних (менструалних) промена у њеној слузокожи.ХБОТ посебно појачава миграцију фибробласта, митозу и индукује синтезу колагена који директно стимулише сазревање ткива на плодност.                                         |
| Повреде јајника        | Повреде јајника, као и торзија јајовода може да доведе до атрофије јајника (због нарушене циркулације, често праћене отоком, хематомом, изливом течности, запаљењем-апсцесом у малој карлици) стварања прираслица, са последичном опструкцијом, јајовода и повећаном продукцији антитела. | ХБОТ након повреде промовише раст микроциркулације повећава имунски одговор, и омогућавајућава санацију повреде, зарастање рана, контролу инфекције и ублажава ткивну исхемију. |
| Болести зависности     | Злоупотреба цигарета и пушење марихуане доводи до акутног или хроничног пада секреције прогестерона. Злоупотреба лекова, па и неконтролисана употреба контрацептивних таблета утиче на хормонални дисбаланс и продукцију јајних ћелија.                                                   | Хипербарични кисеоник, у болестима зависности поправља опште психичко стање (психорелаксација) и коригују стресом и токсинима нарушене сексуалне функције и друге физиолошке процесе, поправља овулацију (увећањем Графових фоликула), нормализује апетит и исправља неадекватан унос хране, поправља квалитет сна и одмора, уклања замор, а репродуктивне ћелије и цео систем репродуктивних органа уклањањем хипоксије је боље припремљен за оплодњу и даљи развој ембриона. |
| Еколошки фактори       | Хронично излагање пестицидима, угљен-моноксиду, индустријским отровима, високој температури (нпр у челичанам, пекарама, цигланама...) | ХБОТ олакшава елиминацију токсина и продуката метаболизма из тела особа изложених негаивним еколошким условима који су у великој мери код пацијената узрок исхемије и последичне неплодности. |
| Хроничне болести       | Хронична болести могу директно да утичу на смањену производњу хормона и продукцију јајних ћелија, што у крајњем исходу доводи до коначног неуспеха полних органа. | Под утицајем хипербаричног кисеоника, поправља се хроничном болешћу нарушено опште физичко стање, нормализују нарушене физиолошке, а пре свега сексуалне функције, поправља продукција и функција аднекса и овулације (увећањем Графових фоликула) а цео систем репродуктивних органа уклањањем хипоксије је боље припремљен за оплодњу и даљи развој ембриона. |

## Ограничења (контраиндикације) за ХБО
| Апсолутне контраиндикације | - Нелечени пнеумоторакс - Нелечени метастатски малигнитет, - Анамнестички подаци о компликацијама у току ранијег лечења ХБО. - Болести плућа (каверна, апсцес плућа, ваздушна емболија). - Подаци о повећаној преосетљивости на кисеоник. - Урођена свероцитоза - Лекови: Цис-платинијум (због појачане цитотоксичности), Доксорубицин - Адриамицин, Блеомицин, Мафенид ацетат (Sulfamylon®), Дисулфирам (Antabuse®) (ствара услове за појачану токсичност кисеоника). |
| Релативне контраиндикације | - Страх (фобија) затвореног простора. - Епилепсија и слични поремећаји - Тежи облици хипертензивне болести. - Инфекције горњег респираторног тракта - Тежи облици нарушене проходности еустахијеве тубе, носних канала и синуса: полипи носа, синуса, ува, запаљењски процеси у носу, синусима, средњем уву и урођене аномалије у ОРЛ регији. - Опструктивне болести плућа - Стања после оперативних захвата на грудном кошу - Малигне болести                         |

## Нежељена дејства
И поред значајног напретка у подручју хумене репродукције медицина је немоћна и у око;
- 50% случајева лечење неплодности пропраћено је враћањем на стару позицију, или на погоршање стања због даље прогресије примарних соматско-патолошких узрока.
- 25% случајева жене које затрудне, не изнесу трудноћу до порођаја.

Под неуспешно изнесеном трудноћом подразумевамо следећа стања:
- биохемијску трудноћу (код које је она потврђена тестом из крви, али на и развојем ембриона)
- ванматеричну трудноћу која је ређа компликација,
- спонтани побачај,
- превремени порођај.